# Hondón de las Nieves
Hondón de las Nieves község Spanyolországban, Alicante tartományban. Lakosainak száma 2696 fő (2024). Hondón de las Nieves Orihuela, Albatera, Algueña, Crevillent és Aspe községekkel határos.

## Népesség
A település lakosságának változását az alábbi diagram mutatja:
| Lakosok száma | 1679 | 1936 | 2312 | 2862 | 3010 | 2632 | 2493 | 2544 | 2634 | 2696 |
|               | 2001 | 2004 | 2006 | 2009 | 2011 | 2014 | 2016 | 2019 | 2021 | 2024 |